# Pteronemobius arima
Pteronemobius arima är en insektsart som beskrevs av Otte, D. och R.D. Alexander 1983. Pteronemobius arima ingår i släktet Pteronemobius och familjen syrsor. Inga underarter finns listade i Catalogue of Life.